# Volcán Pan de Azúcar
El Volcán Pan de Azúcar, es un estratovolcán actualmente considerado inactivo, ubicado en jurisdicción del municipio de La Plata, departamento del Huila, en Colombia.
Este volcán pertenece a la Cadena Volcánica de los Coconucos, en la Coordillera Central, siendo uno de los volcanes inactivos de dicha cadena.